# 亮鮰
亮鮰為輻鰭魚綱鮭鱸目洞穴魚科的其中一種，分布於北美洲美國維吉尼亞州至喬治亞州的淡水流域，本魚體上半部為深棕色，下半部為白色或淡黃色，眼小，無腹鰭，體側具有3條細的黑色條紋，背鰭軟條9-12枚，臀鰭軟條9-10枚，體長可達6.8公分，棲息在泥底質、植物生長茂密的沼澤或流動緩慢的溪流，屬肉食性。